# Boleng roig
El boleng roig o pota de colom (Alkanna tinctoria), és una espècie de planta de la família de les boraginàcies.
Addicionalment pot rebre els noms de boleng, bovina roja, herba de cingle, herba de talls, herba de tinta, herba del cingle, onosma bona, orcaneta, peu de colom, peucolom, poteta de colom, raspeta i roja marina. També s'han recollit la variant lingüística bolenc.
És una planta herbàcia perenne de fulles piloses i flors liles o blaves. Té una arrel vermell fosc per fora però de color lila per dins que forneix una substància, l'alkanina, que es fa servir servir com a colorant per a teixits. Tot i que a l'Índia té s'utilitza fins i tot a la medicina tradicional, a França la seva utilització com a colorant alimentari no està permesa a causa dels problemes de salut que pot causar.